# دی۳وب
دی۳وب (انگلیسی:d3web)یک پلت فرم رایگان و منبع باز برای سیستم های مبتنی بر دانش (سیستم های دانا ) است. هسته آن در جاوا با استفاده از فرمت های اکس‌ام‌الو یا مبتنی بر آفیس برای ذخیره کردن دانش تدوین شده است. همه اجزای آن تحت شرایط مجوز عمومی کمتر ( LGPL ) توزیع شده است.
هسته تشخیصی d3web بخش های استدلال و پایداری را برای دانش حل مسئله از جمله درخت تصمیم گیری ، قوانین (اکتشافی) ، مدل‌های پوشش مجموعه و نمودارهای جریان تشخیصی پیاده‌سازی می‌کند. این نرم افزار را می توان با برنامه های کاربردی خارجی (جاسازی شده یا OEM) یکپارچه سازی کرد، اما برخی از اجزای خارج از دسته بندی در حال حاضر وجود دارد.

## اجزاء
d3web یک پلت فرم نرم افزاری مبتنی بر اجزا سازنده است که برنامه هایی را برای نوشتن و استفاده یا اجرای مهارت حل مسئله ارائه می دهد. برنامه های زیر بیشترین  از استفاده را از d3web  می کنند:
- KnowWE (محیط دانش wiki ): یک ساختار  ویکی معنایی در JSPWiki. دانش حل مسئله را می توان از طریق رابط WIKI تالیف و اجرا کرد. پایگاه‌های دانش توسعه‌یافته را می‌توان برای استفاده در OEM یا استدلال‌های تعبیه‌شده صادر کرد. علاوه بر این، تبادل دانش از طریق هستی شناسی های OWL ارائه می شود.
- KnowME (محیط مدلسازی دانش): یک برنامه کاربردی با مشتری های زیاد برای توسعه پایگاه های دانش d3web. دانش حل مسئله را می توان در برنامه کامپیوتر های شخصی  ایجاد و اجرا کرد. پایگاه های دانش توسعه یافته را می توان در OEM یا استدلال های تعبیه شده استفاده کرد. نرم افزار KnowME دیگر در حال توسعه فعال نیست. مولفه KnowWE جایگزین آن می شود (به بالا مراجعه کنید).
- Dialog2: یک برنامه مبتنی بر وب برای نشان دادن قابلیت های استدلال کننده های اصلی  d3web . سرور وب بر اساس  سرور جاوا است. می توان از آن به صورت مستقل  یا به عنوان نقطه شروعی برای پیشرفت های خود برای ایجاد سیستم های مصاحبه مبتنی بر دانش استفاده کرد.

## دامنه های کاربردی
تعدادی از پروژه های صنعتی و دانشگاهی قبلاً از پلتفرم d3web استفاده شده یا در حال حاضر در حال استفاده هستند.
دامنه های اصلی برنامه عبارتند از:
- تشخیص پزشکی، مستندسازی و درمان:
- تشخیص نقص فنی
- نظارت بر دستگاه های فنی

برخی از برنامه ها (اعم از تجاری و رایگان) که با استفاده از موتور تشخیصی d3web ایجاد شده اند:
- SmartCare™ : یک سیستم حلقه بسته پزشکی برای اجدا کردن  بیماران دارای متصل به دستگاه تنفس مصنوعی، ایجاد شده توسط Dräger [۱]
- SonoConsult : یک سیستم پشتیبانی پزشکی برای ارزیابی معاینات سونوگرافی (فقط آلمانی)
- eDOC : یک سیستم مبتنی بر وب برای خود تشخیصی مسائل پزشکی مختلف (فقط آلمانی)

## تاریخچه
توسعه d3web از کارهای تحقیقاتی پروفسور سرچشمه می گیرد. دکتر فرانک پوپ (دانشگاه وورزبورگ، آلمان) به دهه 1980 برمی گردد، با سیستم های تخصصی پزشکی MED1  و MED2  شروع می شود. در حالی که سیستم های اصلی بر روی تشخیص پزشکی متمرکز بودند، کاربرد این رویکرد توسط جانشین D3  تعمیم داده شد.  همانطور که پیشینیان در زبان برنامه نویسی LISP پیاده سازی شدند، d3web  یک پیاده سازی مجدد کامل جاوا است.

## همچنین ببینید
- سیستم های دانش محور
- سیستم خبره
- مهندسی دانش

## سیستم های مرتبط
- CLIPS : ابزار نرم افزاری با دامنه عمومی برای ساختن سیستم های خبره.
- قوانین ILOG : یک سیستم مدیریت قوانین تجاری.
- JBoss Drools : یک سیستم مدیریت قوانین تجاری (BRMS).
- JESS : یک موتور قانون برای پلتفرم جاوا - این یک ابر مجموعه از زبان برنامه نویسی CLIPS است.
- پرولوگ: یک زبان برنامه نویسی منطقی با هدف عمومی.
- DTRules : یک موتور قانون مبتنی بر جدول تصمیم و منبع باز برای جاوا.

## لینک های خارجی
- http://www.d3web.de
- http://d3web.sourceforge.net/